# Cantonul Ploudiry
Cantonul Ploudiry este un canton din arondismentul Brest, departamentul Finistère, regiunea Bretania, Franța.

## Comune
- Lanneuffret
- Loc-Eguiner
- La Martyre
- Ploudiry (reședință)
- La Roche-Maurice
- Tréflévénez
- Le Tréhou